# ホンダ・パシフィックコースト
パシフィックコーストは、本田技研工業がかつて製造販売をしていたオートバイである。

## 概要
日本ではレーサーレプリカ全盛期を迎えた1980年代後半、アメリカ合衆国での販売テコ入れをするため現地バイヤーを訪問していたホンダ担当者が、バイヤー自体がオートバイを所有していないばかりか、オートバイは「一部の特殊な人々の乗り物」というイメージが浸透していることに驚いた。そこでかつてオートバイに親しんだ普通の人々に再び楽しみを思い出してもらうというコンセプトで開発製造されたのが本モデルである。

## 車両解説
1990年に製造開始。型式名RC34。主に対北米向け輸出仕様車とされたが、同年11月21日に日本国内向け販売も開始された。
エンジンはNV750用RC14E型をベースにした排気量800ccのRC34E型水冷4ストローク3バルブSOHCV型2気筒エンジンを搭載する。
車体は大型カウルから流れるような曲線的デザインを採用し、大型シートの後部には2人分のヘルメットが収まるトランクまで一体化されたデザインを採用した。
また低重心を考慮した結果、燃料タンクはシート下部配置としたほか、ウインカーはハンドル切れ角・車速・距離を検知演算し作動するオートキャンセル機構を装備。さらにフロントウインカー内蔵式バックミラーは、外力が加わった場合に抜け外れる締付方法によって衝撃を緩和し、さらに地上への落下を防ぐワイヤ補助連結構造を採用するなどの特徴を持つ。

### 遍歴
- 1990年11月21日 発売

車体色はヘイジーグレイメタリックのみ設定
- 1993年9月1日 マイナーチェンジ

車体色を変更
- 1995年7月10日 マイナーチェンジ

車体色を変更
200台のみの限定発売とされ生産中止